# Savane tropicale de Victoria Plains
Localisation
La savane tropicale de Victoria Plains est une écorégion définie par le fonds mondial pour la Nature (WWF). Elle couvre une zone de plus de 200 000 km² au nord du Territoire du Nord et de l'Australie-Occidentale, en Australie. Elle appartient à l'écozone australasienne et au biome des prairies, savanes et terres arbustives tropicales et subtropicales.